# Пеллеас
Пеллеас (фр., нем., англ. Pelleas) — один из рыцарей Круглого стола при дворе легендарного британского короля Артура. Образ рыцаря Пеллеаса впервые возникает в цикле «Пост-Вульгата». Здесь он выступает как сын одного из бедных вассалов Артура, и добивается любви высокородной девицы по имени Аркада.

## История
Пеллеас, влюблённый в свою даму, побеждает на рыцарском турнире и преподносит ей свой золотой приз, однако дама Аркада высмеивает его и уезжает в свой замок. Аркада отвергает все попытки Пеллеаса с ней встретиться, и ежедневно посылает к нему своих приближённых, которые оскорбляют пылкого поклонника — в надежде, что тот оставит надежду покорить сердце красавицы и уберётся восвояси. Племянник короля Артура, сэр Гавэйн, однажды присутствует при этих унизительных для Пеллеаса сценах и предлагает бедному рыцарю свою помощь. Гавэйн облачется в доспехи Пеллеаса и является к Аркаде с известием, что он в поединке убил его. В случае, если Аркада поверит ему, Гавэйн собирается привести прекрасную даму к Пеллеасу. Однако всё складывется не так, как было первоначально задумано. При встрече с Аркадой сэр Гавэйн сам влюбляется в неё настолько, что забывает совершенно об обязательствах по отношению к опекаемому им рыцарю. По истечении всех сроков возвращения сэра Гавэйна Пеллеас сам направляется на его поиски и — к своему ужасу — находит его вместе в Аркадой спящими в одной постели. Охваченный гневом, рыцарь обнажает меч — но не находит в себе душевной силы убить своего друга и возлюбленную. Положив клинок на кровать между ними, он покидает комнату и уезжает в свою усадьбу. Дома он заболевает от горя и гнева, и призывает Господа ниспослать ему скорейшую смерть. Наутро, поднявшись с постели, Аркада узнаёт знаменитый меч Пеллеаса, а сэр Гавэйн вспоминает о данной Пеллеасу клятве. Тогда он убеждает Аркаду в верности Пеллеаса и его вечной любви к ней, и соединяет обоих. Пеллеас женится на Аркаде, и у них рождается сын Гвиврет Младший, позднее ставший также одним из рыцарей «Круглого стола» короля Артура.
В изложении Томаса Мэлори эта история входит в «Повесть о короле Артуре» (первую книгу его «Смерти Артура»). Здесь сэр Гавэйн покидает Аркаду (у Мэлори она носит имя Эттарда) после происшествия с мечом. Нимуэ, Дева Озера, посетившая Пеллеаса, выслушивает его горькую историю и влюбляется в молодого человека. Она мстит за него Аркаде при помощи магии, приворожив её и околдовав любовью к Пеллеасу не менее сильной, чем тот испытывал к Аркаде. Пеллеас, любовь которого вырождается в ненависть к оскорбительнице, отвергает и прогоняет от себя Аркаду, и она умирает от горя. Пеллеас и Нимуэ женятся, и Нимуэ рождает Гвиврета.
В поэме Альфреда Теннисона «Королевские идиллии» (Idylls of the King) юный Пеллеас посвящается королём Артуром в рыцари. Он влюблён в девицу Эттард, которая высмеивает застенчивость и заикание Пеллеаса, отвергает его любовь. Не лишая всё же его надежд, она обещает свою любовь юноше, если он на рыцарском турнире выиграет в поединке золотой браслет и подарит его ей. После получения такого ценного подарка девица прогоняет Пеллеаса с требованием, чтобы он оставил её в покое. Тем не менее, несмотря на такое предательство, Пеллеас не может забыть Эттарду. Он побеждает всех рыцарей, которых посылает против него она и оставляет их у себя пленёнными, в надежде, что Эттарда тогда явится за ними. Девушка забирает у Пеллеаса его коня, однако верный конь возвращается к своему хозяину. Сэр Гавэйн берётся примирить обоих, однако сам подпадает под чары Эттарды. Когда Пеллеас находит их в постели, он не может зарубить предателей. Оставляя свой меч, он показывает Эттарде, что жив (хотя Гавэйн и уверил её в том, что победил и убил Пеллеаса), и даёт понять Гавэйну что — несмотря на его предательство — не способен заколоть благородного рыцаря подло, во сне.
Пеллеас встречается и в других местах саги об Артуре и его рыцарях. Так, он сражается на рыцарских турнирах и защищает честь королевы Гвиневры, выступив против её похитителя Мелеаганта. История Пеллеаса неоднократно отражалась и в произведениях писателей XIX и XX столетий.